# Albayrak
Albayrak ist ein türkischer Familienname mit der Bedeutung „Flagge der Türkei“, gebildet aus den Elementen „al“ (rot) und „Bayrak“ (Fahne oder Flagge).

## Namensträger

### Familienname
- Ahmet Akgün Albayrak (1932–2006), türkischer Politiker
- Ahmet Albayrak (* 1952), türkischer Geschäftsmann, Vorstandsvorsitzender der Albayrak Holding
- Berat Albayrak (* 1978), türkischer Geschäftsmann und Politiker
- Ensar Albayrak  (* 1997), türkisch-deutscher Rapper, siehe Eno (Rapper)
- Eren Albayrak (* 1991), türkischer Fußballspieler
- Erhan Albayrak (* 1977), türkischer Fußballspieler
- İsmail Albayrak (* 1968), türkischer islamischer Theologe
- Mikail Albayrak (* 1992), türkischer Fußballspieler
- Mücahit Albayrak (* 1991), türkischer Fußballspieler
- Nebahat Albayrak (* 1968), niederländische Politikerin türkischer Herkunft
- Nil Sude Albayrak (* 1995), türkische Schauspielerin
- Şahin Albayrak (* 1958), türkisch-deutscher Informatiker und Hochschullehrer
- Serhat Albayrak (* 1973), türkischer Geschäftsmann (Leiter der Sabah, Chef der SETA)
- Sinan Albayrak (* 1973), türkischer Schauspieler
- Tuğçe Albayrak (1991–2014), deutsche Lehramtsstudentin türkischer Abstammung und Opfer der Gewaltkriminalität
- Uğur Albayrak (* 1988), türkischer Fußballspieler
- Vedat Albayrak (* 1993), türkischer Judoka